# Powstanie Machny
Powstanie Machny – chłopskie anarcho-komunistyczne powstanie pod przywództwem Nestora Machno, które miało miejsce w latach 1918–1921 na terenach południowo-wschodniej Ukrainy, skierowane zarówno przeciw białym jak i czerwonym. Głównym powodem wybuchu powstania była chłopska nędza oraz rozgoryczenie polityką władz. Obszar kontrolowany przez powstańców nazywany był Machnowszczyzną.

## Zarys ogólny
Ukraińskie anarchistyczne grupy partyzanckie działały podczas rosyjskiej wojny domowej. Niektórzy twierdzili, że są lojalne wobec państwa ukraińskiego, ale inne nie uznawały lojalności wobec żadnej ze stron; wszyscy walczyli zarówno z czerwoną, jak i białą armią z równą zaciekłością w początkowej fazie wojny domowej. Ze wszystkich grup anarchistycznych, najbardziej znanym i odnoszącym sukcesy był przywódca chłopskich anarchistów Nestor Machno, który rozpoczął działania na południowo-wschodniej Ukrainie przeciwko władzy hetmanatu w lipcu 1918. We wrześniu utworzył Rewolucyjną Powstańczą Armię Ukrainy (RPAU; ukr. Революцио́нная повста́нческая а́рмия Украи́ны, РПАУ) z uzbrojeniem i wyposażeniem uzyskanym głównie od wycofujących się wojsk austro-węgierskich i niemieckich. Podczas wojny domowej Armia Powstańcza, w zależności od momentu, liczyła od 15 000 do 100 000 żołnierzy i była zorganizowana na konwencjonalnych liniach, z oddziałami piechoty, kawalerii i artylerii; baterie artyleryjskie były dołączone do każdej brygady piechoty. Kawaleria Machno obejmowała zarówno regularne, jak i nieregularne (partyzanckie) siły konne i była uważana za jedną z najlepiej wyszkolonych i najzdolniejszych jednostek kawalerii  podczas rosyjskiej wojny domowej.
Rząd bolszewicki i dowódcy Armii Czerwonej często nazywali Czarną Armię „siłami machnowców”, ponieważ wyraźnie odmawiali przyznania ukraińskim anarchistom statusu posiadania armii lub legalnego ruchu politycznego. Wolin opisał powstańczą Czarną Armię tamtych czasów (bez kawalerii, która normalnie walczyła daleko) w następujący sposób: „Piechota, kiedy nie walczyła, prowadziła marsz armii. Poruszała się na taczankach. Każdy z tych pojazdów, zaprzężonych w dwójkę koni, miał woźnicę na przednim siedzeniu i dwóch żołnierzy za nim. W niektórych oddziałach instalowano pomiędzy nimi karabin maszynowy. Artyleria szła w straży tylnej. Nad pierwszym wozem powiewała wielka, czarna flaga. Po obu stronach miała srebrne hasła „Wolność albo śmierć” i „Ziemia w ręce chłopów, fabryki w ręce robotników”".

## Historia

### 1918
Kiedy po układzie w Brześciu Litewskim (1918) na terytorium Ukraińskiej Republiki Ludowej wkroczyły wojska niemieckie, Nestor Machno zorganizował anarchistyczną partyzantkę, która miała zatrzymać armię interwencyjną i stworzyć na zajętych przez nią terenach system anarchokomunistyczny. W czerwcu 1918 udał się do Moskwy, gdzie spotkał się z Piotrem Kropotkinem i Jakowem Swierdłowem. Do Hulajpoła (gdzie była siedziba machnowców) wrócił w lipcu 1918 r. Machno dowodził całą partyzantką antyniemiecką między Dnieprem a Morzem Azowskim. We wrześniu 1918 rozbił Austriaków w bitwie o wieś Dibriwka. Zniszczył oddziały Symona Petlury w wielkiej operacji w okolicach Jekaterinosławia.

### 1919
Hulajpołe było w pierwszej połowie 1919 całkowicie wolne od władzy zewnętrznej. Na terenie wsi powstały autonomiczne komuny, wolne od wpływów zewnętrznych. Doskonale zorganizowane komuny rolne dostarczały dużych ilości żywności, którą wywożono do wielkich miast. Najbardziej znana była komuna imienia Róży Luksemburg. Machno ściągnął do Hulajpoła czołowych anarchistów. Wraz z Arszinowem rozpoczął wydawanie gazety „Put' k swobodie" („Droga do wolności") i stworzył Komisję Kulturalno-Oświatową. Planowano powołanie do życia nowych szkół wzorowanych na „Escuela Moderna" („Nowoczesnej szkole") Francisco Ferrera. Armia Powstańcza walczyła przeciwko Antonowi Denikinowi w ramach działań Armii Czerwonej, lecz jako autonomiczna jej część, m.in. używając czarnych sztandarów. Według przeciwników anarchiści dopuszczali się grabieży na miejscowej ludności, a w późniejszym okresie na polecenie Machno powstał oddział kontrwywiadowczy walczący na terenie Zaporoża i Naddnieprza z wrogami machnowszczyzny, słynący według jej przeciwników z okrucieństwa.
10 kwietnia 1919 Zjazd chłopów, robotników i powstańców z Hulajpoła po raz kolejny ogłosił zerwanie kontaktów z bolszewikami. W tym samym czasie rząd Włodzimierza Lenina ostatecznie postanowił o zerwaniu dalszej współpracy z anarchistami. 4 czerwca 1919 oddziały Czeka zaatakowały Hulajpołe, przemocą likwidując Komunę im. Róży Luksemburg. Po wycofaniu się Czeka wkroczyły do Hulajpoła oddziały Denikina ostatecznie rozprawiając się z anarchistami. Tymczasem Machno przeniósł się na zachód terenów będących pod kontrolą URL, organizując tam partyzantkę przeciwko „białym", w październiku i listopadzie 1919 partyzanci okupowali Jekaterinosław (dzisiejszy Dniepr) i Aleksandrowsk. Machno nie zdobył większego poparcia ze strony miejscowych robotników, którzy opowiadali się za socjalistami lub komunistami, a dodatkowo zrażał ich niechętny stosunek machnowców do proletariatu.
W połowie czerwca 1919 Andriej Szkuro z Dywizji Kozaków Kubańskich wykorzystał chaos między bolszewikami a anarchistami i dokonał grabieży miasta Hulajpołe, w czasie której palono domy, zabijano mężczyzn, gwałcono kobiety i wywłaszczano łupy, podobnie jak to miało miejsce w innych wioskach. Rewolucyjna Powstańcza Armia Ukrainy i tysiące uchodźców wycofały się setki kilometrów na zachód. Przeszli przez Dniepr przy moście niedaleko Aleksandrowska, aby dotrzeć do Jelizawetgradu, gdzie dowództwo sprawował ataman Matwij Hryhorjew. Ich sojusz z nim trwał tylko miesiąc (25 czerwca – 27 lipca), gdy ataman został zabity za odmowę walki z armią Antona Denikina, a także jego udział w pogromach. Armia Powstańcza kontynuowała swoją działalność w Dobrowełyczkiwce na południu Ukrainy, gdzie z początkiem sierpnia pojednała się z Armią Czerwoną. Rozpoczęto kontratak, który tymczasowo zepchnął wroga na wschód, ale Denikin wkrótce wysłał posiłki. Armia Machno kontynuowała swój zachodni odwrót, kiedy Biała Armia przybyła do Kurska na północy.
Po miesiącu odwrotu i potyczek, pozostawiając ponad 8000 rannych, pod koniec sierpnia 1919 do Umania przybyła siły machnowskie. Będąc na granicy terytorium kontrolowanego przez siły Symona Petlury, anarchiści zdecydowali się na negocjacje. Petlurowcy byli również w stanie wojny z Białą Armią i nie chcieli mieć więcej wrogów. Postanowili zaprzestać działań wojennych, wymienić się jeńcami, a na dwa tygodnie przed osiedleniem się we wsi Tekucze, niedaleko Umania, w szpitalach petlurowców przebywało 3000 anarchistów. Z czasem jednak machnowcy przestali ufać siłom narodowym. Z wojskami Petlury na północy i zachodzie oraz Denikinem na południu i wschodzie, do 25 września, Biała Armia otoczyła Czarną Armię. Ta jednak dokonała zmieniła kierunek przemieszczania się z zachodu na wschód i uderzyła z zaskoczenia na białoarmistów, pokonując ich podczas bitwy pod Peregonowką dnia 26 września 1919.

### 1920

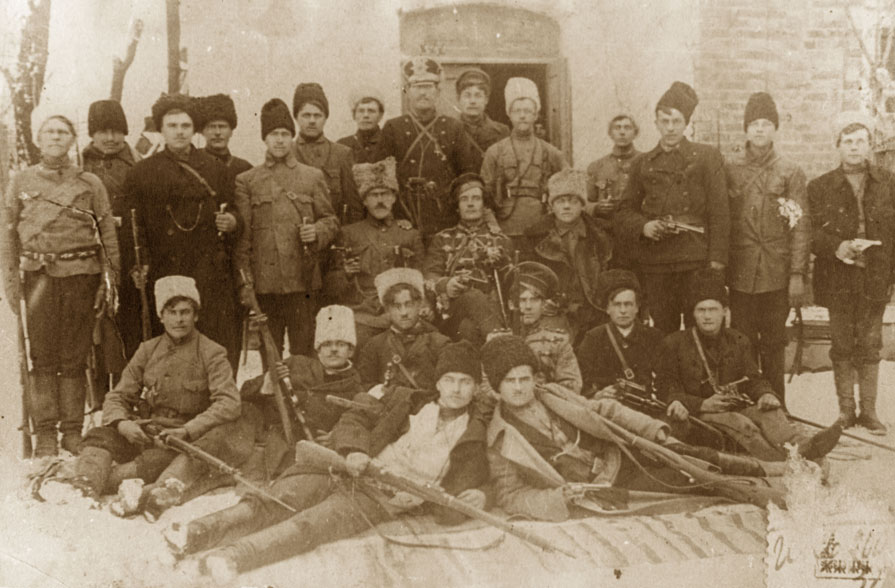
Jeden z oddziałów RPAU. Na zdjęciu widoczny Feodosij Szczuś (siedzący pośrodku)

We wrześniu 1920 Armia Czerwona ściągała rezerwy do walki z Polską, ale od strony południowej wciąż stanowiły dla nich zagrożenie oddziały Armii Ochotniczej gen. Piotra Wrangla, byłego oficera carskiego, który zastąpił Denikina na czele ruchu Białych. Na tych samych obszarach – Krymie, Kaukazie, w rejonie Donu i Kubania – podjął próbę zebrania i przegrupowania pozostałości wojsk Denikina. Udało mu się to, a dodatkowo wzmocnił swoje oddziały kilkukrotnym poborem. Pod jego rozkazami działała dobrze zorganizowana i lojalną armia.
Wiosną 1920 armia Wrangla zaczęła stanowić zagrożenie dla bolszewików. W połowie lata zdobył znaczną przewagę. Ze względu, że Armia Czerwona była zaangażowana na polskim froncie i ponosiła tam porażki, cała rewolucja znalazła się w niebezpieczeństwie. Armia Powstańcza w tym czasie postanowiła walczyć z Wranglem ze wszystkich sił. Jednak za każdym razem uderzały na ich tyły wojska bolszewików, musieli więc schodzić z linii ognia i wycofać się. Jednocześnie władze sowieckie nie przestawały oczerniać machnowców, określając ich m.in. „bandytami” i „obrońcami kułactwa”, a także rozpowszechniali fałszywe informacje o sojuszu między Machno i Wranglem, a przedstawiciele rządu w Charkowie nie wahali się oświadczyć, na sesji plenarnej rady Jekaterynosławia, że mają dowody tego sojuszu na piśmie. Wszystkie te działania miały stanowić „taktykę walki politycznej".

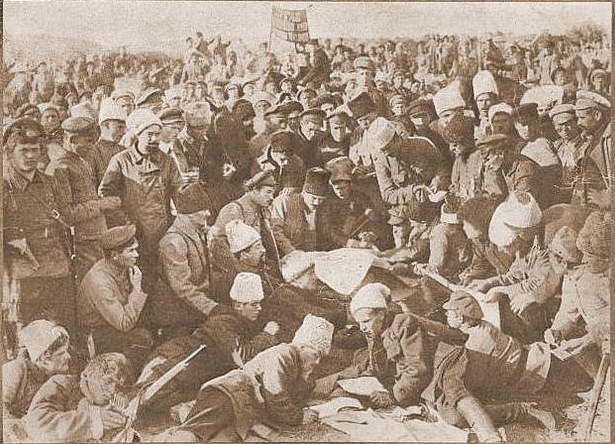
Narada sztabu machnowców w Starobieslku, podczas której omawiano projekt rozgromienia armii Wrangla

Machnowcy nie pozostali obojętni na coraz groźniejsze postępy Wrangla. Po wszechstronnym rozważeniu problemu, Rada Powstańcza i sztab armii postanowili, że mimo wszystko, wojska Wrangela stanowią największe zagrożenie i koniecznym jest dojście do porozumienia z bolszewikami. Decyzje zostały przedstawione oddziałom, a te ostatnie postanowiły na wielkim wiecu, że pokonanie wojsk Wrangela może stanowić istotne posunięcie w całej rewolucji. Zgromadzenie zgodziło się z opinią Rady i sztabu. Postanowiono, że przedstawi się bolszewikom propozycję zawieszenia broni, żeby razem zaatakować wojska Białych.

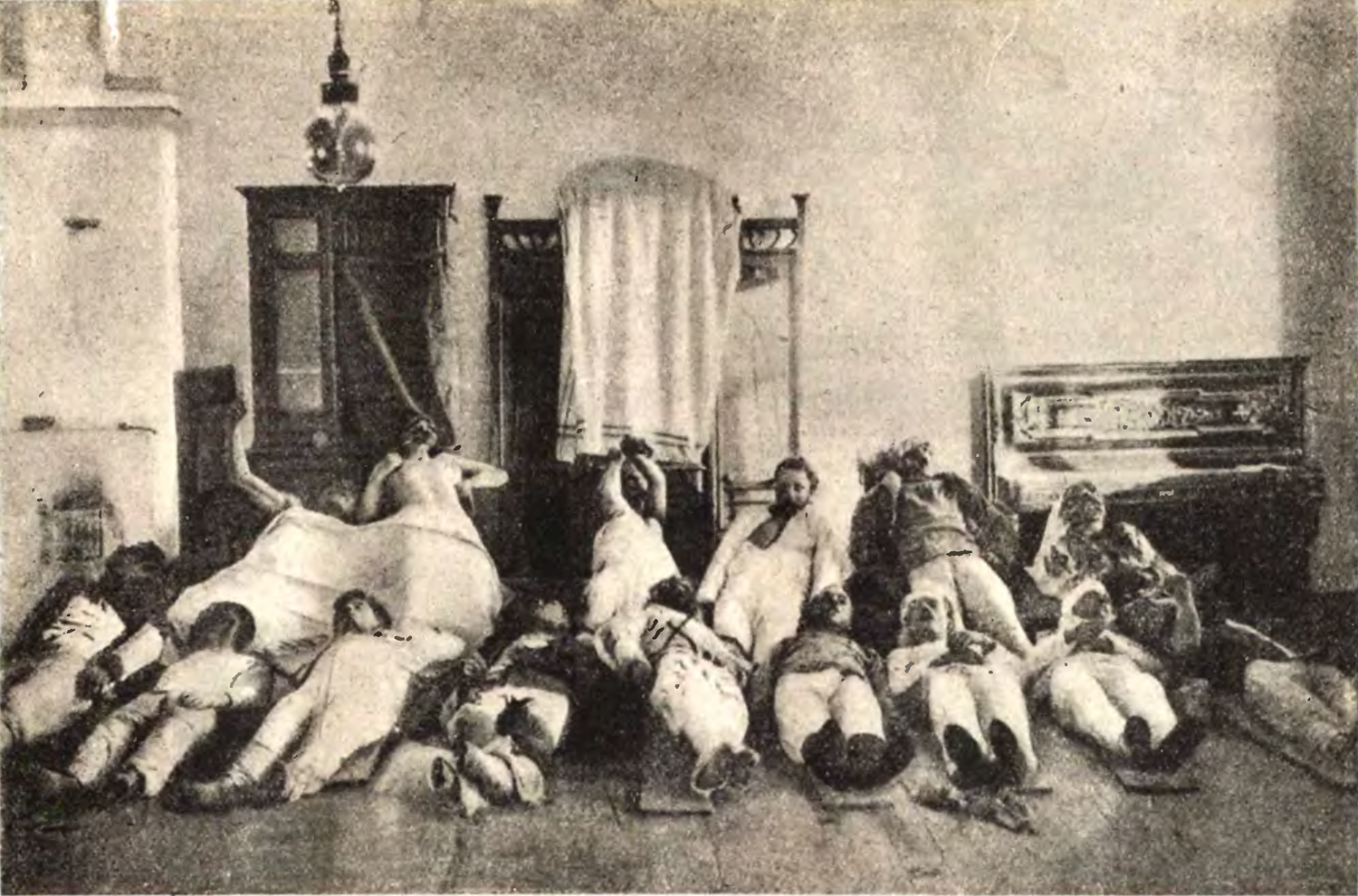
Zwłoki zamordowanych w Berdiańsku podczas napadu machnowców w grudniu 1920 r. Wśród nich zwłoki przewodniczącego komitetu rewolucyjnego.

Obawy bolszewików wzbudzała możliwość przejścia wojsk Machno na stronę Białych, którzy mieliby ich przekonać do tego obietnicą nadania chłopom ziemi. Z tego powodu, Armia Czerwona zawarła z machnowcami porozumienie przeciwko gen. Wranglowi. Silny oddział pod dowództwem Semena Karetnykowa został wysłany na Krym aby walczyć ze wspólnym wrogiem. Bolszewicy jednak nie potrzebowali niezależnych oddziałów i po pokonaniu Wrangla 16 listopada 1920 Lew Trocki wydał rozkaz zabicia wziętych do niewoli białych oficerów, ale i również machnowców. 25 listopada 1920 podczas sojuszniczej uroczystości bolszewików i Czarnej Armii na Krymie, dowódcy anarchistów zostali aresztowani i rozstrzelani. W efekcie wymordowano ponad 50 tys. ludzi, wśród których znajdował się między innymi Semen Karetnykow.
Michaił Frunze, dowódca Frontu Południowego, wydał rozkaz rozformowania pozostałych oddziałów Rewolucyjnej Powstańczej Armii i włączenia żołnierzy do zapasowych oddziałów sowieckich. Frunze ogłosił również Nestora Machnę oraz jego ludzi „wrogami ludu" i nakazał bezwzględnie ich rozbroić. Była to część działań mających na celu likwidację niezależnych ośrodków politycznych i wojsk, które pozostały jeszcze w bolszewickiej strefie wpływów. 26 listopada 1920 Czeka aresztowała w Charkowie ukraińskich anarchistów z federacji Nabat. Tego samego dnia Armia Czerwona zaatakowała Hulajpołe po raz trzeci i zniszczyły odbudowane anarchistyczne komuny. Produkcja rolna w Hulajpołu przestała istnieć.

### 1921
W tak ciężkiej sytuacji Nestor Machno starał się wzniecić powstania chłopskie w całej Rosji. Wiosną 1921 roku niejacy Browa i Masłak podburzyli do buntu chłopów nad Donem, a w czerwcu na Syberię wysłano oddział ludzi pod dowództwem Głazunowa. Działania te jednak nie przyniosły oczekiwanych efektów i zakończyły się porażką. Armia Czerwona regularnie tropiła i wyniszczała oddziały machnowców. Ostatnia walkę Nestor Machno stoczył 17 marca 1921 pod Słobodą Nowospasówką nad Morzem Azowskim. Machno podczas starcia został ranny, ale udało mu się zbiec do Rumunii. Pozbawione głównego dowódcy oddziały szybko zaczęły się rozwiązywać. Jesienią 1921 na terenach Wolnego Terytorium walki ustały.

## Organizacja
Pod koniec 1918 Nestor Machno pod swoim dowództwem miał 400 ludzi (nie licząc miejscowych chłopów, którzy po walce wracali do domów). Został utworzony sztab powstańcy oraz zorganizowano łączność, dowodzenie i dostawy zaopatrzenia. Powstańcy posiadali bardzo sprawnie działający kontrwywiad, którym kierował Lewka Zińkowski-Zadow. Dowództwo trzymało twardą dyscyplinę. Między innymi karano śmiercią zdradę czy łupiestwo. W listopadzie wojsko zostało zorganizowane w pułki, które dysponowały karabinami maszynowymi i artylerią. Tak zorganizowane wojsko nazwano Rewolucyjną Powstańczą Armią Ukrainy
W połowie 1919 Armia Powstańcza liczyła około 15 000 żołnierzy, zorganizowanych w jedną kawalerię i cztery brygady piechoty, pułk karabinów maszynowych z 5000 dział i oddział artylerii. W szczytowym momencie w grudniu 1919 armia liczyła około 83 000 piechoty, 2 0135 kawalerii, 1435 karabinów maszynowych, 118 dział, a także siedem pociągów pancernych i kilka samochodów pancernych.  Został podzielony na cztery korpusy i rezerwę strategiczną. Każdy korpus miał jedną piechotę i jedną brygadę kawalerii; każda brygada miała 3-4 pułki odpowiedniego typu.
Struktura wojsk machnowskich nie wyglądała jak w tradycyjnej armii. Armia Powstańcza była właściwie milicją zarządzaną demokratycznie, opartą na komitetach żołnierskich i zgromadzeniach ogólnych. Oficerowie w klasycznym sensie zostali zniesieni; zamiast tego wszyscy dowódcy byli wybierani i odwoływani. W celu omówienia polityki odbywały się regularne masowe zgromadzenia. Armia opierała się na samodyscyplinie, a wszystkie jej przepisy dyscyplinarne zatwierdzało zgromadzenia żołnierzy.

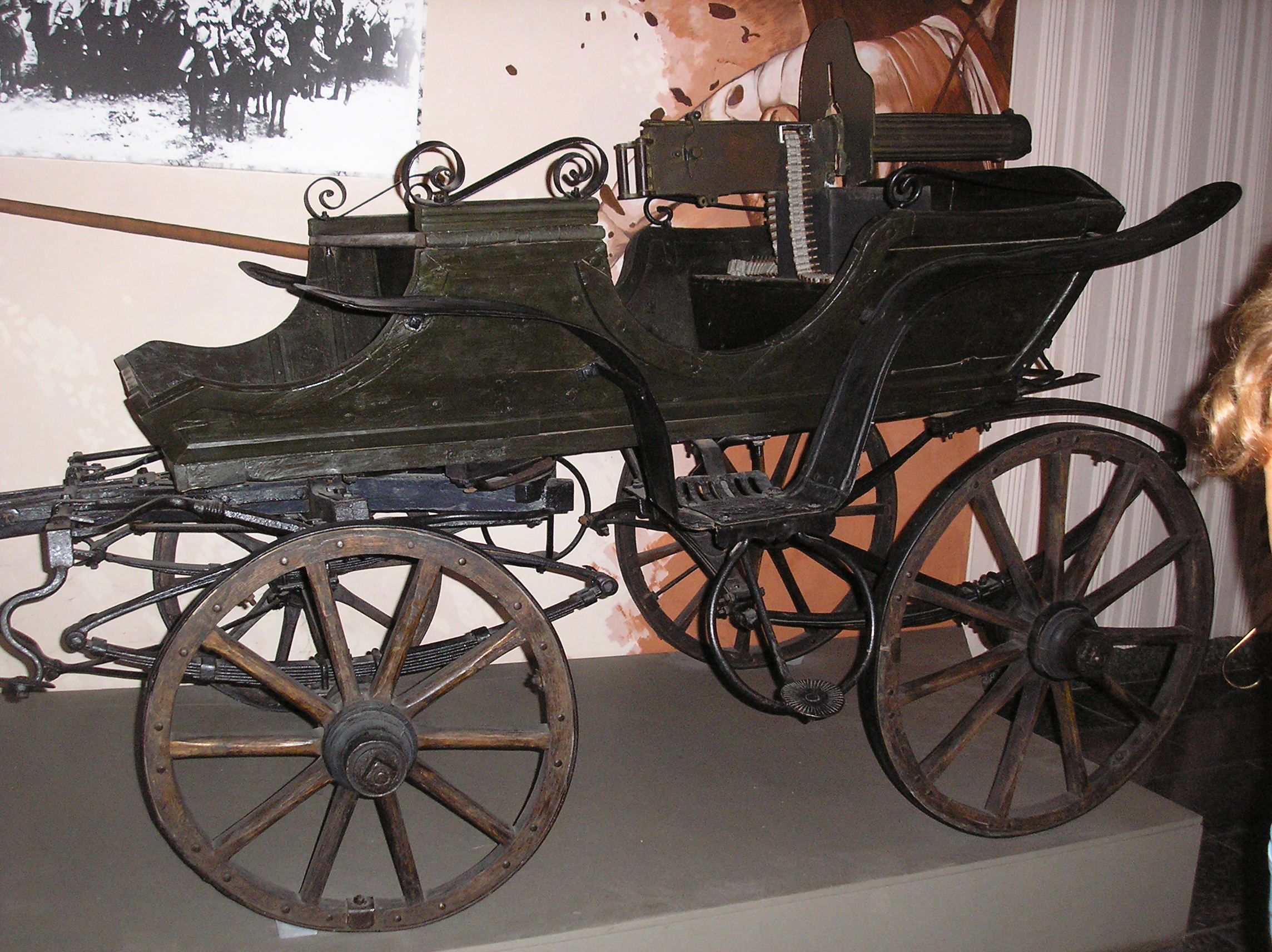
Rekonstrukcja przykładowej taczanki używanej przez Rewolucyjną Powstańczą Armię Ukrainy

Armia Powstańcza stanowiła poważną siłę, której liczebność w szczytowym okresie szacuje się na ok. 100 000 ludzi. Na skuteczność jej działania miały wpływ odpowiednio uzbrojone oddziały oraz dowództwo. Konnica Machnowców bardzo dobrze sprawdzała się podczas walk na rozległych terenach stepów. Jej ataki były wspierane przez karabiny maszynowe, które wraz z nią podążały na bryczkach (tzw. taczanki). Dzięki takiemu rozwiązaniu, armia łączyła ogromną siłę ognia oraz ruchliwość. Istotnym jej atutem było również wsparcie miejscowej ludności. Mieszkańcy dostarczali im żywność, a także informacje o przeciwniku, co umożliwiało przeprowadzenie niespodziewanego, zmasowanego ataku.
Główną przeszkodą dla armii anarchistycznej, której nigdy nie przezwyciężyła przez całe swoje istnienie, był brak dostępu do podstawowych przemysłowych zasobów produkcyjnych, a zwłaszcza fabryk zdolnych do produkcji dużych ilości broni i amunicji. W momentach sojuszu, rząd bolszewicki w Moskwie odmawiał dostaw broni na dużą skalę, a bez własnych ośrodków produkcji arsenału, machnowcy byli zmuszeni do polegania na przechwytywaniu składów amunicji i dostaw od sił wroga oraz do zaopatrywania się w żywność i konie od miejscowej ludności cywilnej.

### Sprawa poboru
Trwa historyczna debata na temat tego, czy Armia Powstańcza była w pełni dobrowolną milicją, czy też polegała w jakiejś części na poborze. Paul Avrich argumentował, że dobrowolna mobilizacja była w rzeczywistości poborem do wojska. Inni historycy nie zgodzili się z tym. Michael Malet wskazuje na zachowane ulotki machnowców, na których widnieją apele o przystąpienie, a nie rozkazy. Po długiej debacie kongres regionalny na Wolnym Terytorium Ukrainy postanowił odrzucić pobór do wojska i zamiast tego użyć argumentów moralnych. Innymi słowy, „przymusowa mobilizacja” została odrzucona na rzecz „obligatoryjnej mobilizacji”, co oznaczało, że każdy sprawny fizycznie człowiek powinien uznać za swój obowiązek przystąpienia do Rewolucyjnej Powstańcze Armii Ukrainy. Lew Trocki oświadczył również, że Czarna Armia była dobrowolną milicją: „Machno nie ma powszechnej mobilizacji i rzeczywiście byłaby ona niemożliwa, ponieważ brakuje mu niezbędnego aparatu”.

## Sztandary
Machnowcy używali wielu odmian czarnych i czerwonych flag podczas rosyjskiej wojny domowej. Widniały na nich hasła anarchistyczne i socjalistyczne lub nazwa jednostki używającej flagi. Ukraiński anarchista Wiktor Biłasz w swoich wspomnieniach przywołuje niektóre z haseł, jak: „Władza rodzi pasożyty, niech żyje Anarchia!” i „Cała władza w ręce rad!” były używane w kwaterze sowieckiej i Armii Powstańczej okręgu Hulajpołe. Zdjęcie przedstawiające dwóch mężczyzn trzymających sztandar z totenkopfem oraz motto „Śmierć wszystkim, którzy stoją na drodze zdobyciu wolności przez lud pracujący!” jest często przypisywany machnowcom. Stało się to po raz pierwszy w radzieckiej książce Pogromy żydowskie 1917-1921 autorstwa Z. S. Ostrowskiego. Zaprzeczył temu jednak Nestor Machno, który powiedział, że zdjęcie „w ogóle nie przedstawia machnowców”.  Na odwrocie sztandaru znajdują się słowa, które można przetłumaczyć z grubsza na „Kisz Dniepru”. Słowo Kisz, oznaczające obóz kozacki, było w tym czasie używane przez Ukraińską Republikę Ludową w odniesieniu do batalionów Armii Ukraińskiej Republiki Ludowej.
Wiktor Biłasz, który przybył na początku stycznia 1919 do Hulajpoła, wspominał później: „Przy sztabie wisiały ciężkie, czarne sztandary z hasłami: „Pokój chatom, wojna pałacom"; „Z ucieśnionymi przeciwko ciemiężycielom"; „Wyzwolenie robotników, rękami robotników". Dalej widać było przemieszane czerwone i czarne flagi zawieszone najwyraźniej przy budynkach organizacji obywatelskich. Obok sztabu, przy wejściu do „Okręgowej rady robotniczych, chłopskich i powstańczych przedstawicieli" wisiały dwie flagi – jedna czarna, z napisem „Władza tworzy pasożytów. Wiwat anarchia!", druga – czerwona ze sloganem „Cała władza w ręce lokalnych rad".
Po zerwaniu sojuszu z Armią Czerwoną, co nastąpiło w czerwcu 1919, wojna machnowskie ponownie powróciły do anarchistycznej symboliki, a czarny kolor stał się niezmiennym symbolem machnowskiego ruchu powstańczego.

## Ideologia machnowców
Machnowcy określali siebie jako „chłopów i robotników, którzy powstali w 1918 roku, przeciw brutalności burżuazji, władzy Niemiec i Austro-Węgier oraz hetmanowi Ukrainy." Swój cel zamierzali osiągnąć poprzez walkę zbrojną z władzą monarchistyczną, republiką socjaldemokratyczną oraz bolszewickim rządem komunistycznym. W ich miejsce chcieli wprowadzić wyłonione w wolnych wyborach rady robotnicze, które jednak, w odróżnieniu od tych proponowanych przez komunistów i socjaldemokratów, miały być w pełni antyautorytarne i przeciwne państwowemu socjalizmowi, co wyrażało się poprzez wolną, niezależną od władz, organizację życia społecznego pracujących. Machnowcy podkreślali, że „pracujący sami muszą wybierać własne rady, które mają spełniać życzenia oraz instrukcje właśnie samych pracujących. Będą to więc rady wykonawcze, a nie rządzące." W kwestii własności, postulowano uspołecznienie środków produkcji, tzn. przekazanie w ręce pracujących ziemi, fabryk, farm, kopalń, transportu itp.

Stała i niezmienna walka rewolucyjna przeciw całemu fałszowi, arbitralności i przemocy, nieważne skąd pochodzących, walka do śmierci: wolność wypowiedzi, sprawiedliwy podział dóbr oraz walka zbrojna.
Tylko poprzez obalenie każdego rządzącego, każdego reprezentanta władzy, poprzez radykalne zniszczeni każdego ekonomicznego i politycznego fałszu państwowego i zniszczenie państwa w wyniku rewolucji społecznej może zostać osiągnięty system rad robotniczych oraz chłopskich i zapewniony postęp w kierunku socjalizmu.

Podstawą koncepcji politycznej Nestora Machno był anarchizm, jednak zdaniem ukraińskiego historyka Jarosława Hrycaka był on zdecydowanie odmienny od idei głoszonych w tym samym okresie przez anarchistów rosyjskich. Zdaniem wymienionego badacza ważną inspiracją dla działalności machnowców była Kozaczyzna, zaś ruch ten w miarę swojego rozwoju w coraz większym stopniu łączył elementy anarchistyczne, równościowe, z narodowo-ukraińskimi.